# Weserbrücke (Porta Westfalica)
Die Weserbrücke Porta ist eine Straßenbrücke über den Fluss Weser in der ostwestfälischen Stadt Porta Westfalica in Nordrhein-Westfalen. Sie liegt im Weserdurchbruch Porta Westfalica und verbindet die auf beiden Seiten des Weserufers verlaufenden Bundesstraßen. Die Brücke liegt sechs Kilometer südlich der Weserbrücke Minden.

## Geschichte

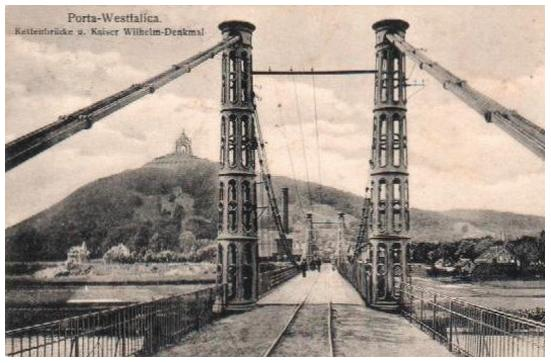
Die erste Weserbrücke im Jahre 1914

### Erste Weserbrücke, Kettenbrücke
Zwischen Barkhausen und Hausberge wurde 1865 als erste Weserquerung eine Kettenbrücke mit einer Stützweite von 87,9 Metern fertiggestellt. Sie diente der Eisenhütte Porta Westfalica für den Transport der Kohle mit einer pferdebetriebenen Lorenbahn vom Bahnhof Porta Westfalica zur Hütte in Barkhausen. Die Kohle musste zuvor mit einer Fähre über die Weser gebracht werden. Der Betrieb der Hütte wurde zwar bereits 1868 wegen zu hoher Transportkosten eingestellt, das meterspurige Gleis auf der Brücke blieb aber jahrelang erhalten.
Im Oktober 1896 wurde das Kaiser-Wilhelm-Denkmal eingeweiht, das über die Brücke vom Bahnhof Porta zu erreichen war. Dafür musste am Westufer die Straße bis zum Fluss auf einem Damm geführt werden. Nachts war die Brücke jeweils geschlossen, tagsüber wurde Brückengeld erhoben.
In der Schlussphase des Zweiten Weltkriegs sprengte am Morgen des 4. April 1945 ein Kommando des Pionier-Ersatz-Bataillons 6 aus Minden das Bauwerk, um den Vormarsch der alliierten Truppen aufzuhalten. Die heranrückende US-Armee richtete etwas weiter nördlich einen Weserübergang mit Pontons ein.

### Zweite Weserbrücke

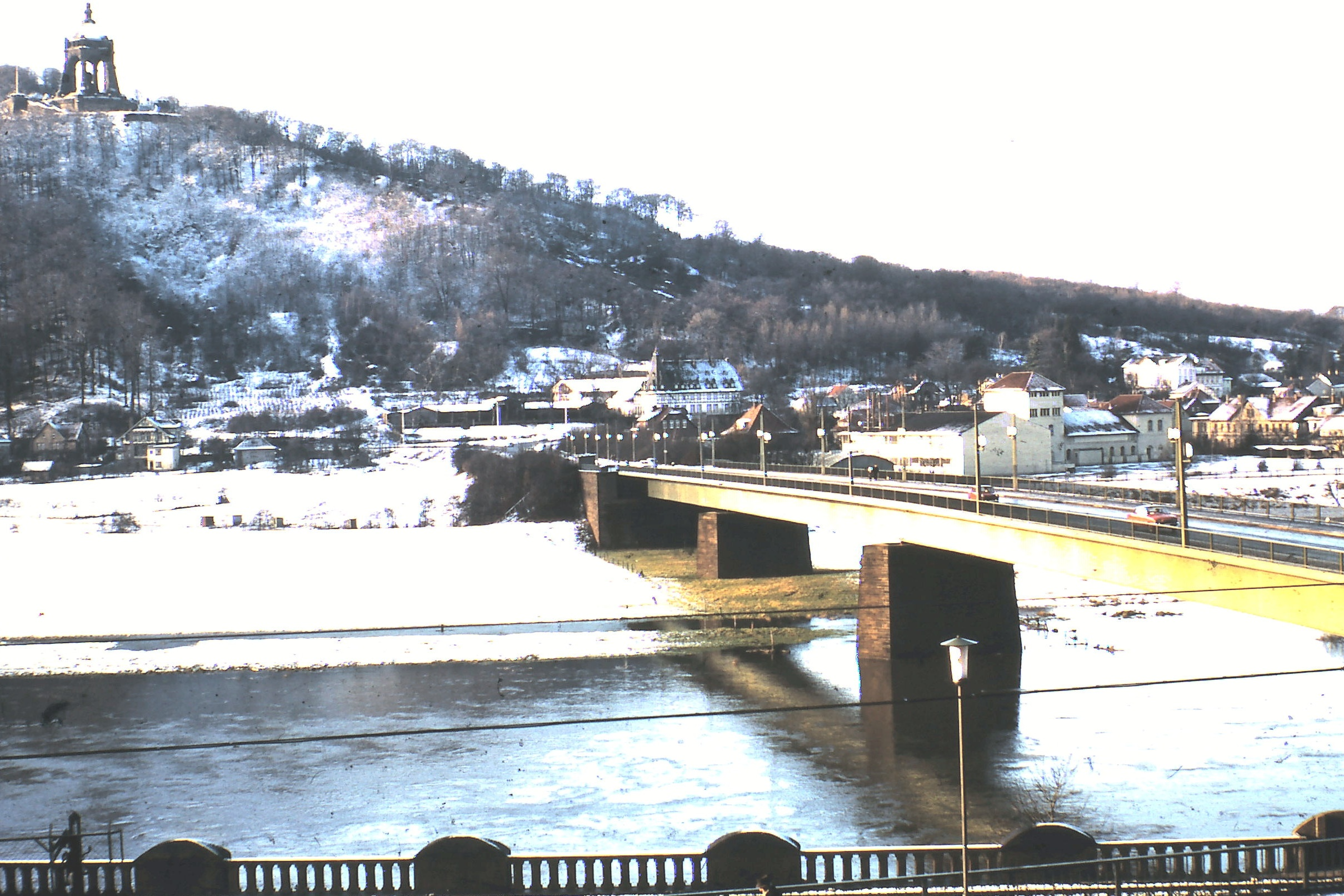
Die zweite Weserbrücke im Jahre 1967

Nach dem Zweiten Weltkrieg wurde die Brücke an gleicher Stelle neu gebaut. Es war eine 247,8 Meter lange Hohlkastenbrücke in Stahlbauweise mit drei Öffnungen und einer maximalen Stützweite von 106,2 Metern. Der vor Ort montierte Überbau war damals der größte vollverschweißte Stahlüberbau Deutschlands, der zudem erstmals mit einer orthotropen Fahrbahnplatte ausgeführt wurde.
Am 29. Mai 1954 wurde das Bauwerk dem Verkehr übergeben. Bis dahin fand ein Fährbetrieb für Fußgänger zwischen den Ufern statt. Das Widerlager am östlichen Ufer wurde auf der Ufermauer aufgesetzt, die dafür verstärkt werden musste. Zudem wurde an dieser Stelle eine Abfahrtsrampe zum Hotel Kurfürst angelegt. Die Brücke wurde südlich der alten Kettenbrücke erstellt, befand sich aber immer noch nördlich des Bahnhofs. Über die Brücke verkehrte in den Anfangsjahren auch der Oberleitungsbus Minden.

### Dritte Weserbrücke

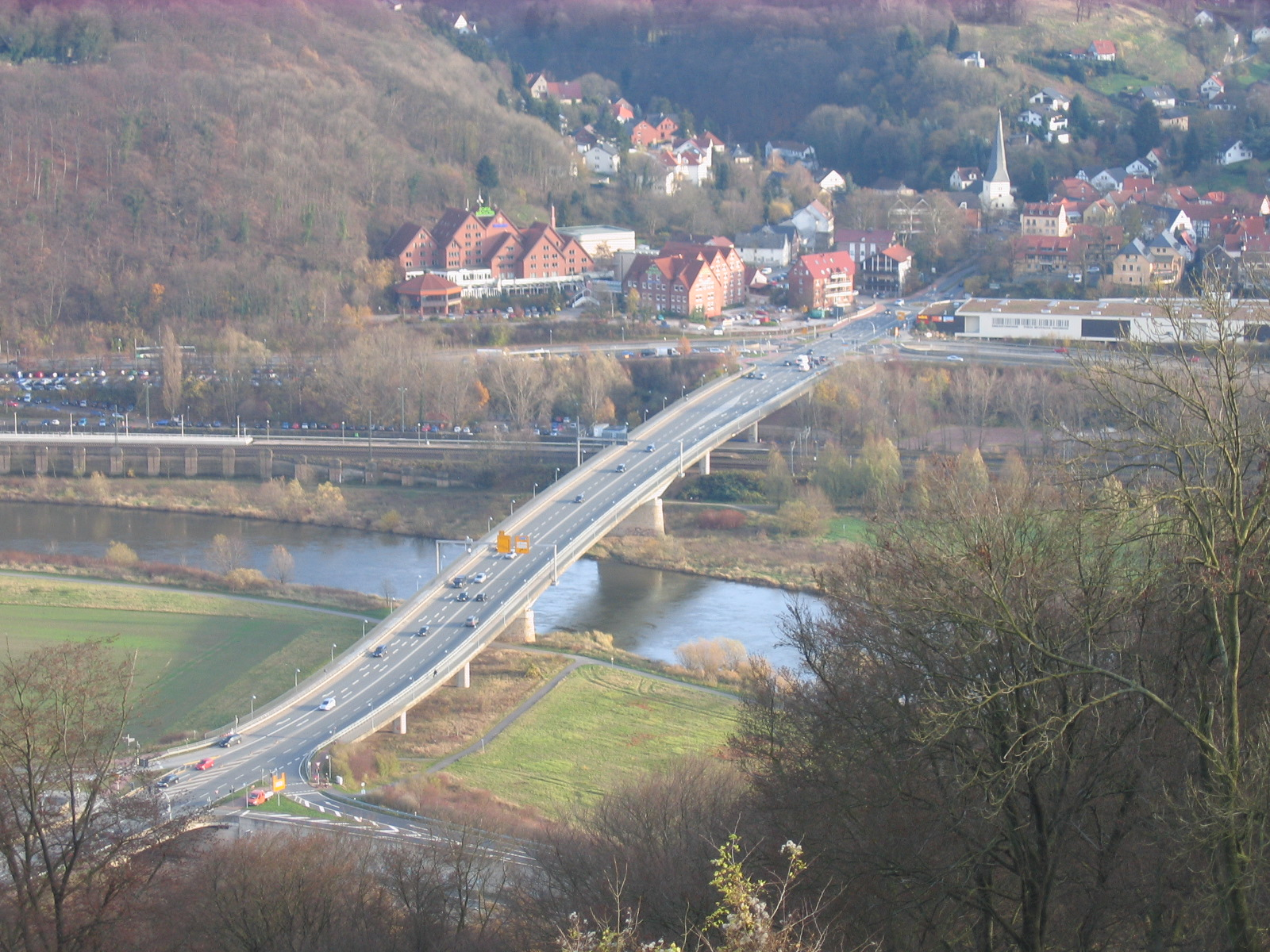
Die dritte Weserbrücke im Jahre 2009

Am 9. Dezember 1995 ist die dritte Weserbrücke in der Porta Westfalica eröffnet worden. Sie entlastet zusammen mit dem Weserauentunnel den Ortsteil Barkhausen vom Individualverkehr. Dazu wurde die Brücke südlich vom Bahnhof Porta an einer neuen Stelle gebaut und die alte Brücke mit ihren Rampen entfernt. Die neue Brücke ist eine Stahlverbundbrücke mit Hohlkastenüberbau. Der Überbau besteht aus zwei getrennten, allseits geschlossenen Stahlhohlkästen, die gevoutet und flächig durch Kopfbolzendübel mit der vorgespannten Stahlbetonfahrbahnplatte verbunden sind.
Der Automobilverkehr fließt weiterhin durch das Durchbruchstal der Porta. Die Verlängerung der B65 über die Südbrücke nach Westen und einer Tunnelung des Wiehengebirges nach Süden zur A30 wurde aufgrund von Bürgerprotesten in den Planungsjahren nach 1970 verhindert.